# (6951) 1985 DW1
(6951) 1985 DW1 est un astéroïde de la ceinture principale découvert en 1985.

## Description
(6951) 1985 DW1 a été découvert le 16 février 1985 à l'observatoire de La Silla, au Chili,  par H. Debehogne.

### Caractéristiques orbitales
L'orbite de cet astéroïde est caractérisée par un demi-grand axe de 3,5 UA, un périhélie de 2,74 UA, une excentricité de 0,010 et une inclinaison de 1,08° par rapport à l'écliptique. Du fait de ces caractéristiques, à savoir un demi-grand axe compris entre 2 et 3,2 UA et un périhélie supérieur à 1,666 UA, il est classé, selon la JPL Small-Body Database, comme objet de la ceinture principale.

### Caractéristiques physiques
(6951) 1985 DW1 a une magnitude absolue (H) de 13,0 et un albédo estimé à 0,218.